# Nethinius sanguinicollis
Nethinius sanguinicollis is een keversoort uit de familie Disteniidae. De wetenschappelijke naam van de soort is voor het eerst geldig gepubliceerd in 1889 door Farimaire.